# Siena
Siena er en by i det sydlige Toscana i det centrale Italien. Byen havde pr. 31. december 2004 54.498 indbyggere. Byen er hovedstad for provinsen Siena.
Det historiske centrum er med på UNESCOs verdensarvsliste.
To gange hver sommer afholdes en traditionsrig palio (et hestevæddeløb) på den centrale plads, Piazza del Campo.[kilde mangler]
Arkitekten til Københavns Rådhus (Martin Nyrop) fandt inspiration i Siena[kilde mangler].
Efter forbillede af Rom dannede flere italienske byer republikanske bystater. Først ude var Amalfi omkring år 1000, senere Venedig og Pisa. Mest romersk blev alligevel Siena fra 1100- til 1300-tallet, hvor byen lod ni familier vælge en legat. Man ser derfor ni felter i gulvbelægningen på Piazza del Campo, der peger ind mod rådhusets indgang. Disse ni delegater valgte derefter en fælles leder for byen. Senere kom Medici-familien og omgjorde republikken til et dynastisk monarki. 
Siena blev et slags spejlbillede af republikken Rom, med syv højder, og med myten om at Remus' sønner Senius og Acius flygtede hertil, efter at Romulus havde dræbt deres far. Siena påstås dermed at have fået navn efter Senius. Det blev sagt, at også ulvinden fulgte med på flugten, hvad der forklarer, at der også i Siena er mange fremstillinger af en ulvinde med diebørn. Da byens ældste familier mente at kunne føre sine aner tilbage til ulvinden, påstod den lokale overtro, at den ældste søn i disse familier blev til en varulv ved fuldmåne. 